# John Ehrlichman

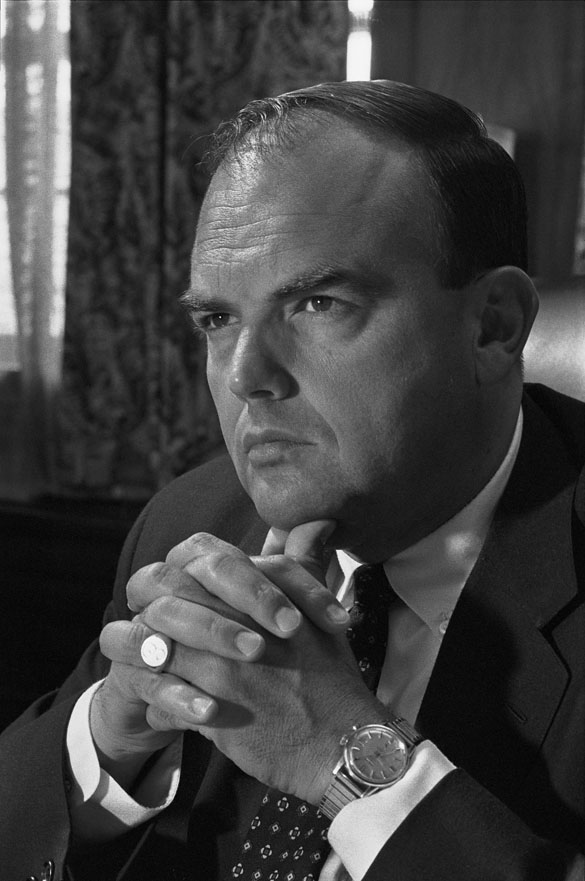
John Ehrlichman (1969)

John Ehrlichman (anhörenⓘ; * 20. März 1925 in Tacoma, Washington; † 14. Februar 1999 in Atlanta, Georgia) war ein US-amerikanischer Anwalt, Politiker und Autor. Er war vom 4. November 1969 bis zum 30. April 1973 US-Präsident Richard Nixons Chefberater für innere Angelegenheiten. Er gehörte mit Bob Haldeman zu Nixons engstem Zirkel und war eine der Schlüsselfiguren in der Watergate-Affäre.

## Leben
Ehrlichman wurde als einziges Kind von Lillian Catherine (geb. Danielson) und Rudolph Irwin Ehrlichman in Tacoma, US-Bundesstaat Washington, geboren.
In seiner Jugend war er sehr engagierter und dekorierter Pfadfinder und aktiver Angler. Er heiratete dreimal in seinem Leben und war Vater von insgesamt 6 Kindern aus seinen ersten zwei Ehen.
Im Zweiten Weltkrieg wurde John Ehrlichman für seinen Dienst als B-24-Navigator der 8. US-Luftflotte für 26 Einsätze über Deutschland mit dem Distinguished Flying Cross ausgezeichnet. Sein Vater diente für die kanadische Luftwaffe gleichfalls im Kriegsdienst und kam dabei im Mai 1942 bei einem Absturz in Torbay Neufundland ums Leben.
Im Anschluss an seinen Kriegsdienst studierte er mit einem Soldaten-Stipendium bis 1948 Politik-Wissenschaften an der Universität von Kalifornien und erreichte dort einen B.A.-Abschluss. Im Jahre 1951 graduierte er dann an der Stanford Law School in Jura und wurde anschließend von 1951 bis 1968 Partner in einer Anwaltskanzlei in Seattle.

## Politische Karriere
Sein Eintritt in die Politik erfolgte im Jahr 1960, als er in Nixons Wahlkampfkomitee in dessen ersten Präsidentschaftswahlkampf gegen John F. Kennedy arbeitete. Gleichfalls war er in Nixons erfolgloser Wahlkampfkampagne zur Wahl des kalifornischen Gouverneurs 1962 tätig. Bei Nixons Wahlsieg 1968 war er maßgeblich in dessen Kampagne tätig und er wurde anschließend am 20. Januar 1969 zum Rechtsberater des Weißen Hauses berufen. Am 4. November des gleichen Jahres avancierte er zum Chef-Berater für Innere Angelegenheiten des Präsidenten und stieß so in Nixons engsten Zirkel vor. Zusammen mit Stabschef Bob Haldeman, den er vom College her kannte, schirmte er den Präsidenten weitgehend von der Außenwelt ab. Wegen dieser Abschirmung und ihrer deutsch klingenden Familiennamen wurden die beiden später auch als "Berliner Mauer" tituliert. Außerhalb des Weißen Hauses waren Ehrlichman und Haldeman dagegen ziemlich isoliert.
Nach der Veröffentlichung der geheimen Pentagon-Papiere (über den Vietnamkrieg) durch Daniel Ellsberg installierten Haldeman und Ehrlichman 1971 die illegale Gruppe der „Klempner“ zum Abdichten von Presse-Lecks. Die erste Tätigkeit der „Klempner“ war denn auch der Einbruch in die Praxis von Ellsbergs Psychiater, um Ellsberg zu schädigen. Bei dem Einbruch fand man allerdings nichts Verwertbares, nur den Namen Ellsberg in einem Notizbuch.
Die Rolle Ehrlichmans während seiner Zeit im Weißen Haus beschränkte sich im Wesentlichen auf das Aufspüren von Nixons Feinden und deren Ausschaltung. Er wurde deswegen auch als „Feuerwehrmann des Weißen Hauses“ bezeichnet.

### Watergate-Skandal
Die vertraulichen Gespräche zwischen Nixon, Haldeman und Ehrlichman im Oval Office wurden durch ein Tonbandsystem des Weißen Hauses aufgezeichnet und sie belegen, dass Ehrlichman und Haldeman die Schlüsselfiguren im Watergate-Skandal waren.
Eines der aufgezeichneten Gespräche zwischen Nixon und Ehrlichman vom 1. November 1972 belegt beispielsweise den Tatbestand der Verschwörung. Beide diskutierten dabei Maßnahmen gegen die Washington Post, die den Skandal aufdeckte:
NIXON: And now they're finished.
EHRLICHMAN: Believe me, I would be very disappointed to see us now forgive and forget.
NIXON: There ain't going to be no forgetting, and there'll be Goddamn little forgiving, except they're going to know (unintelligible). They're off the guest list, they don't come to the Christmas.
EHRLICHMAN: That to my way of thinking would be not nearly as important as coming down the pike--there will be our main chance. There will be a license application--
NIXON: Oh, I know. I know that, sure.
EHRLICHMAN: But I would love to see you fire the silver bullets.
NIXON: How can I?
EHRLICHMAN: Well, your day will come.
NIXON: But John, how do you fire a silver bullet at the Post without them saying you're taking the FCC and trying to get after somebody?
EHRLICHMAN: I think you could get away with it (Abuse of Power, The New Nixon Tapes, pp. 174-175).
Bei einem sehr emotionalen Treffen in Camp David am 30. April 1973 zwischen Nixon, Haldeman und Ehrlichman überredete Nixon seine beiden Berater in sehr persönlichen Einzelgesprächen zum Rücktritt wegen Watergate. Nixon sagte später in einem Interview mit dem britischen Fernsehjournalisten David Frost: „Ich sagte ihm, dass ich gestern Abend vor dem Schlafengehen betete, sogar bettelte, ich würde nicht mehr aufwachen.“ Nixon erwähnte diesen Satz auch in seinen Memoiren. Vermutlich war Ehrlichman, nicht zuletzt durch seine ständige Nähe zum Präsidenten, dessen Freund (zumindest nach Nixons Einschätzung).

### Verurteilung
Ehrlichman hatte hinsichtlich seiner Rolle im Watergate-Skandal niemals ein Unrechtsbewusstsein (was bereits bei seiner Anhörung vor dem Untersuchungsausschuss zu beobachten war) und plädierte während seines Prozesses dementsprechend auf „nicht schuldig.“ 1975 wurde er wegen Verschwörung, Behinderung der Justiz und Meineides zu 2½ bis 8 Jahren Gefängnis und für den Einbruch bei Ellsbergs Psychiater im Jahr 1971 zusätzlich zu 20 Monaten bis 5 Jahren verurteilt. Sein Haftantritt erfolgte am 28. Oktober 1976 im Bundesgefängnis in Safford, Arizona, wo er insgesamt 18 Monate in Haft verbüßte, bevor er im April 1978 entlassen wurde. Aufgrund seiner Verurteilung wegen einer Straftat durfte er nach seiner Entlassung nicht mehr als Anwalt tätig werden.

### „War On Drugs“
Der Journalist Dan Baum veröffentlichte in der Zeitschrift „Harpers“ im Jahr 2016 Aufzeichnungen seiner Recherchen aus dem Jahre 1994. Er befragte damals Ehrlichman im Rahmen seines Buchprojektes über die Politik der Drogenprohibition. Ehrlichman habe seine Fragen abgeschnitten und ihm die Motive für Nixons War on Drugs geschildert:

“The Nixon campaign in 1968, and the Nixon White House after that, had two enemies: the antiwar left and black people. You understand what I’m saying? We knew we couldn’t make it illegal to be either against the war or black, but by getting the public to associate the hippies with marijuana and blacks with heroin, and then criminalizing both heavily, we could disrupt those communities. We could arrest their leaders, raid their homes, break up their meetings, and vilify them night after night on the evening news. Did we know we were lying about the drugs? Of course we did.”

„Die Nixon-Kampagne 1968 und die folgende Regierung hatten zwei Feinde: Die linken Kriegsgegner und die Schwarzen. Verstehen Sie, was ich damit sagen will? Wir wussten, dass wir es nicht verbieten konnten, gegen den Krieg oder schwarz zu sein, aber dadurch, dass wir die Öffentlichkeit dazu brachten, die Hippies mit Marihuana und die Schwarzen mit Heroin zu assoziieren und beides heftig bestraften, konnten wir diese Gruppen diskreditieren. Wir konnten ihre Anführer verhaften, ihre Wohnungen durchsuchen, ihre Versammlungen beenden und sie so Abend für Abend in den Nachrichten verunglimpfen. Wussten wir, dass wir über die Drogen gelogen haben? Natürlich wussten wir das!“

Drei Mitarbeiter aus der Nixon-Regierung Jeffrey Donfeld, Jerome H. Jaffe und Robert DuPont antworteten auf dieses Statement und sandten einen Brief an die The Huffington Post. In diesem widersprachen sie der Darstellung. Sollte Ehrlichman diese Aussagen wirklich gemacht haben, seien sie nur Beispiel für seinen scharfen Sarkasmus. Daraufhin veröffentlichte die Huffington Post Abdrucke von Zitaten Nixons, die eher Ehrlichmans Version unterstützen, wie zum Beispiel abfällige Bemerkung über Afroamerikaner. Nixon nannte sie "the 'little Negro bastards' on welfare [who] 'live like a bunch of dogs'" (diese kleinen Neger-Bastarde, die von Sozialhilfe wie eine Meute Hunde leben).

### Späte Jahre
Nach seiner Entlassung aus dem Gefängnis zog er nach Santa Fe und nahm verschiedene Tätigkeiten als Kommentator und freier Schriftsteller wahr. Als Ehrlichman 1981 interviewt wurde, bezeichnete er Nixon als eine „sehr mitleiderregende Persönlichkeit in der amerikanischen Geschichte.“ 1982 erschien sein Buch „Witness To Power“. Ehrlichman – inzwischen völlig desillusioniert – ließ Nixon in seinem Buch in einem besonders negativen Licht erscheinen.
John Ehrlichman starb 1999 in Atlanta infolge einer Diabeteskomplikation nach einer Dialysebehandlung. Bis zu seinem Tod glaubte er, dass Henry Kissinger "Deep Throat" gewesen sei und nicht Mark Felt.

## Werke
- The Company (1976)
- The Whole Truth (1979)
- Witness to Power: The Nixon Years (1982)

## Medien
In dem Film Nixon von Oliver Stone wurde Ehrlichman von J. T. Walsh dargestellt.